# 10. Königlich Bayerische Reserve-Infanterie-Brigade
Die 10. Reserve-Infanterie-Brigade war ein Großverband der Bayerischen Armee.

## Geschichte
Die Brigade war zu Beginn des Ersten Weltkrieges als Kriegsbesatzung in der Festung Straßburg stationiert. Die Brigade führte ab 17. August 1914 die Bezeichnung Brigade „Ipfelkofer“. Am 21. September 1914 wurde die Brigade aus dem früheren Stab 3. Reserve-Infanterie-Brigade neu gebildet. Sie war dann der damals noch preußischen 30. Reserve-Division zugeordnet.

## Gliederung vom 2. August 1914
- Reserve-Infanterie-Regiment 11
- Reserve-Infanterie-Regiment 14

## Kommandeure
| Dienstgrad      | Name              | Datum                                |
| --------------- | ----------------- | ------------------------------------ |
| Generalleutnant | August Ipfelkofer | 02. bis 17. August 1914              |
| Generalleutnant | Ferdinand Müller  | 21. September 1914 bis 26. März 1917 |
| Generalmajor    | Wilhelm Weiß      | 26. März bis 20. Juli 1917           |
| Oberst          | Karl Jaud         | 20. Juli 1917 bis 16. Dezember 1918  |